# Ласло Реці
Ласло Реці (угор. László Réczi; нар. 14 липня 1947, Кішкунфеледьгаза, медьє Бач-Кішкун) — угорський борець греко-римського стилю, чемпіон та триразовий бронзовий призер чемпіонатів світу, бронзовий призер чемпіонату Європи, бронзовий призер Олімпійських ігор.

## Життєпис
Виступав за спортивний клуб «Вашаш» Кішкунфеледьгаза.

## Спортивні результати на міжнародних змаганнях

### Виступи на Олімпіадах
| Змагання                    | Збірна   | Вагова категорія                 | Місце              |
| --------------------------- | -------- | -------------------------------- | ------------------ |
| Літні Олімпійські ігри 1972 | Угорщина | греко-римська боротьба, до 62 кг | не вийшов із групи |
| Літні Олімпійські ігри 1976 | Угорщина | греко-римська боротьба, до 62 кг | Бронза             |

### Виступи на Чемпіонатах світу
| Змагання                        | Збірна   | Вагова категорія                 | Місце  |
| ------------------------------- | -------- | -------------------------------- | ------ |
| Чемпіонат світу з боротьби 1971 | Угорщина | греко-римська боротьба, до 62 кг | 4      |
| Чемпіонат світу з боротьби 1973 | Угорщина | греко-римська боротьба, до 62 кг | Бронза |
| Чемпіонат світу з боротьби 1974 | Угорщина | греко-римська боротьба, до 62 кг | Бронза |
| Чемпіонат світу з боротьби 1975 | Угорщина | греко-римська боротьба, до 62 кг | Бронза |
| Чемпіонат світу з боротьби 1977 | Угорщина | греко-римська боротьба, до 62 кг | Золото |

### Виступи на Чемпіонатах Європи
| Змагання                         | Збірна   | Вагова категорія                 | Місце  |
| -------------------------------- | -------- | -------------------------------- | ------ |
| Чемпіонат Європи з боротьби 1973 | Угорщина | греко-римська боротьба, до 62 кг | 4      |
| Чемпіонат Європи з боротьби 1974 | Угорщина | греко-римська боротьба, до 62 кг | 4      |
| Чемпіонат Європи з боротьби 1975 | Угорщина | греко-римська боротьба, до 62 кг | 5      |
| Чемпіонат Європи з боротьби 1977 | Угорщина | греко-римська боротьба, до 62 кг | Бронза |